# یواس‌اس ال‌اس‌تی-۱۱۰۴
یواس‌اس ال‌اس‌تی-۱۱۰۴ (به انگلیسی: USS LST-1104) یک کشتی است که طول آن ۳۲۸ فوت (۱۰۰ متر) می‌باشد. این کشتی در سال ۱۹۴۵ ساخته شد.